# 杜国芝
杜国芝（1944年5月1日—2014年1月25日），中国相声演员，长期与李伯祥搭档表演相声，善于根据李伯祥的口风、神态给予适当的辅助，从不突出个人，使用“蹬、谝、卖、踹”各种捧哏技巧恰如其分。“李杜组合”是观众眼里的黄金搭档。

## 经历
杜国芝生于东北，1946年随母亲移居天津，恰好和已经小有名气的苏文茂比邻而居，逐渐对相声产生兴趣。1958年他在天津市河北区艺术学校师从相声老艺人耿宝林。1962年在郑福山介绍下，杜国芝投师于与马三立合作多年，擅长捧哏的老艺人张庆森。起初当工人，在业余时间参加相声大会。1978年起开始为刚回到天津的李伯祥捧哏，合作表演相声。1979年，两人都调入天津市曲艺团，担任相声教师。
1990年中央电视台录制传统相声，李伯祥和杜国芝合作表演其中的数十段。1997年又在天津录制了多段传统相声，其中的《醋点灯》、《财迷回家》等节目倍受赞誉。1997年，杜国芝和李伯祥参加天津的中华曲苑、天津名流茶馆恢复相声大会的演出。2014年1月25日凌晨0时30分，因心脏病突发去世。